# 우카시 파비안스키
우카시 마레크 파비안스키(폴란드어: Łukasz Marek Fabiański, 1985년 4월 18일 ~ )는 폴란드의 축구 선수로, 포지션은 골키퍼이며 현재 잉글랜드 프리미어리그의 웨스트햄 유나이티드 소속이다.

## 경력

### 어린 시절
폴란드 코스트신나트오드롱에서 태어나 폴로니아 스투비체 팀에서 커리어를 시작했다. 14세에 샤모투위 팀으로 옮겨 축구를 배웠으며 2004-05 시즌에 레흐 포즈난 팀과 계약했다.

### 레기아 바르샤바
2005년 1월 아르투르 보루츠 골키퍼가 뛰고 있던 레기아 바르샤바와 계약을 체결한다. 보루치 골키퍼가 셀틱 FC로 이적하자 주전 골키퍼가 되어 2005년 7월 24일 아르카 그다니아와 0 - 0으로 비긴 경기에 데뷔하며 이어지는 2005-06 시즌 폴란드 리그 우승에 공헌한다. 2005-06 시즌과 2006-07 시즌에 폴란드 리그에서 최고의 골키퍼에게 주는 오스카 상을 수상한다.

### 아스널
2007년 5월 8일 런던에서 메디컬 테스트를 받은 후 아스널 FC로 이적한다.(이적료는 미공개) 공식적으로는 5월 26일 아스널과 장기계약을 체결한다. 리그 컵 셰필드 유나이티드와의 경기에서 주장으로 데뷔전을 치르며 경기는 에두아르두 다 시우바의 두 골과 데닐손의 골로 3 - 0 승리로 끝났다. 2007-08 시즌 라이벌인 토트넘 핫스퍼에 5 - 1로 참패한 리그 컵 경기와 2009-10 챔피언스리그 2라운드 FC 포르투 1차전에 각각 출전해 팬들에게 알려졌다. 특히 챔피언스 리그 경기에서는 쉬운 처리를 실수하고 솔 캠벨의 백패스를 잡아 프리킥을 허용해 실점을 허용해 비판을 받기도 했다. 2009-10 시즌 마지막 4경기에서는 주전 골키퍼였던 마누엘 알무니아가 손목 부상으로 결장함에 따라 출전했다. 이 경기 중 위건 애슬레틱과 블랙번 로버스 전에서는 실수를 해서 비판을 받았지만 맨체스터 시티전과 풀럼전에서는 무실점을 기록했다.

#### 2010-11 시즌
2010-11 시즌에 들어 후보 골키퍼로 시즌을 시작했다. 2010년 9월 21일 리그컵 토트넘 원정, 연장전 끝에 4 - 1로 승리한 경기에서 시즌 첫 선발 출전한다. 로비 킨의 장거리 슈팅이 손에 걸렸음에도 불구하고 막는 데 실패하는 실수를 범해 경기가 끝난 후 실망했다고 밝혔다. 부상당한 마누엘 알무니아 골키퍼 대신 뛰어 시즌 2번째 경기였던 챔피언스리그 FK 파르티잔에 3 - 1로 승리한 경기에서는 좋은 활약을 보인다. 후반전 종료 직전 있었던 페널티 킥을 막아내기도 했다. 아르센 벵거 감독은 경기가 끝난 후 파비안스키의 플레이를 일컬어 "무결점"이라 칭했으며 훈련에서 보여주던 모습을 경기에서도 보여줬다면서 칭찬했다. 첫 무실점 경기는 맨체스터 시티를 상대로 3:0 승리한 경기에서 기록했다. 경기 이후 아스널 공식 홈페이지에서 설문조사로 선정된 이 경기 MVP였다. 맨시티 전이 지나고 FK 파르티잔과의 경기에서 좋은 활약을 펼치자 벵거는 파비안스키가 팀의 주전 골키퍼가 될 수 있다고 말했다.
11월 7일 뉴캐슬 유나이티드와의 홈경기에서 결승골이 된 경기의 유일한 골을 허용해 비판을 받았다.
그러나, 바로 다음 리그경기인 울버햄턴 원더러스전에서 좋은 모습을 보이며 무실점을 기록한다. 이후 에버턴전에서는 스카이 스포츠 선정 Mom을 받기도 했다. 아르센 벵거는 파비안스키가 프리미어리그에서 최고의 골키퍼중 하나가 될 수 있다는 인터뷰를 남겼다. 중요한 경기인 맨체스터 유나이티드전에서 부상당하지만 역시 중요한 경기인 런던 라이벌 첼시전에 돌아와 수차례 결정적인 선방을 기록하며 팀의 3 - 1 승리에 기여했다. 2011년 1월 5일 어깨부상으로 시즌을 마감한다. 그 대신에 슈제츠니가 시즌 끝날때까지 그의 자리를 메웠다.

#### 2011-12 시즌
경쟁자였던 슈제츠니가 그의 부상을 틈타 주전이 되어 파비안스키는 후보 골키퍼로 시즌을 시작한다. 파비안스키는 부상에서 복귀해 아스날의 세 번째 골키퍼였던 비토 마노네와 함께 주전 골키퍼 자리에 도전할 것이라고 밝혔으나 그리 좋은 모습을 보이지는 못하고 비토 마노네와 후보 골키퍼 자리를 경쟁하기에 이르게 된다.

#### 2012-13 시즌
부상으로 시즌을 시작하면서 2013년 3월 22일 현재까지 2012~2013 UEFA 챔피언스리그 바이에른 뮌헨과의 16강 1차전과 3월 17일 스완지시티전을 포함해 2경기 밖에 출전하지 못했다.

## 국가대표 경력
폴란드 21세 이하 대표팀에서 뛰었으며 레기아 바르샤바에서 보인 활약으로 성인대표팀에서도 곧 소집된다. 2006년 3월 29일 사우디아라비아와 치른 친선 경기에서 국가대표에 데뷔했다. 독일에서 열린 2006년 월드컵에서는 명단에 들어 후보 골키퍼로 뛰었다.
UEFA 유로 2008 예선에서는 2007년 11월 21일에 세르비아 원정 경기(폴란드는 2-2 무승부를 기록함)에 풀타임 출전했다. 2008년 9월에는 아르투르 보루츠를 대신해 2010년 FIFA 월드컵 유럽 지역 예선에서 산마리노와 슬로베니아를 상대로 한 경기에 출전했다. 2009년 4월에 예선 산마리노전에도 뛰었다. 그의 나머지 국가대표 출장 기록은 모두 친선경기이다.

## 참조
1. ↑  파비안스키는 알무니아를 대체해 주전이 될 수 있다 벵거의 공식 홈페이지 인터뷰
2. ↑  뉴캐슬 전에서 치명적인 실수를 기록한 파비안스키
3. ↑  아스날 감독 벵거는 파비안스키가 언젠가 최고의 선수 중 하나가 될거라고 밝혔다 보관됨 2012-04-06 - 웨이백 머신 트라이블 풋볼 기사
4. ↑  첼시전 경기에 관련된 기사, BBC